# سابربیکن
سابربیکن (انگلیسی: Suburbicon) فیلمی آمریکایی در ژانر کمدی سیاه به کارگردانی جرج کلونی است که در سال ۲۰۱۷ منتشر شد.مت دیمون، جولیان مور، نوآ جوپ و اسکار آیزاک ستارگان فیلم هستند. این فیلم پس از اکران با دیدگاه‌های منفی منتقدان روبرو شد و فیلمی ناموفق و بی‌ثمر خوانده شد. لازم است ذکر شود سابربیکن با بودجه ۲۵ میلیون دلاری تنها ۱۲ میلیون دلار به فروش رفت.

## بازیگران
- مت دیمون در نقش گاردنر لاج
- جولیان مور در نقش رز و مارگارت
- نوآ جوپ در نقش نیکی لاج
- اسکار آیزاک در نقش بود کوپر
- گلن فلشر در نقش آیرا اسلون

## داستان
موضوع فیلم در دهه ۵۰ رخ می‌دهد و داستان فردی به نام گاردنر (مت دیمون) را روایت می‌کند که در منطقه‌ای در حومه شهر که تمام ساکنین آن سفیدپوست هستند زندگی می‌کند. اما پس از مدتی یک خانواده سیاه‌پوست به این منطقه نقل مکان می‌کنند که این وضعیت اصلاً به مذاق ساکنین منطقه خوش نمی‌آید. در یک شب پس از اینکه دزد به خانه گاردنر وارد می‌شود، باعث کشته شدن همسرش رز (جولیان مور) می‌شود و بزودی تحقیقات دربارهٔ مرگ وی آغاز می‌شود اما …